# Shady Records
Shady Records es un sello discográfico especializado en la música hip hop fundado en 1999. El fundador y director ejecutivo de Shady Records, Eminem, creó el sello a través de Interscope Records tras el gran éxito comercial de su álbum debut The Slim Shady LP. El mánager del rapero, Paul Freire, dueño de Goliath Artists, es también presidente de Shady. La sede se encuentra en Nueva York aunque sea conocido como un sello basado en Detroit. En 2015, Eminem lanzó un documental llamado "Not Afraid" para conmemorar los 15 años de la compañía.

## Artistas
- Eminem: Creador del Sello. El rapero que más ha vendido en la historia del hip hop, es el más exitoso protegido de Dr. Dre de Aftermath Entertainment. En 1999 tras el éxito de su álbum debut, creó el sello junto con Paul Rosenberg, su mánager. Todos los álbumes desde el The Eminem Show han sido lanzados a través de Shady/Aftermath.[3]

- D12: Grupo de Detroit, formado por Eminem, Kon Artis, Kuniva y Swift, Bizarre y Fuzz Scoota.

+ Bugz & Proof (RIP).
- Ca$his: MC procedente de Chicago/Orange County,California.
- Yelawolf: MC procedente de Alabama.
- Bad Meets Evil: Dúo de hip hop americano formado por los raperos Royce da 5’9″ (Bad) y Eminem (Evil)
- Boogie: Rapero procedente de Compton, California. Firmó con el sello el 11 de octubre de 2017
- Westside Gunn: Rapero procedente de Buffalo, Nueva York. Firmó con el sello el 3 de marzo de 2017.
- Conway: Rapero procedente de Buffalo, Nueva York. Firmó con el sello el 3 de marzo de 2017, junto con Westside Gunn, su hermano.
- Hall N' Nash: Dúo de hermanos raperos (Conway y Westside Gunn). Firmaron con el sello el 3 de marzo de 2017.

## DJ's/Productores
- Eminem
- Mr. Porter
- Jeff y Marky Bass
- Luis Resto
- The Alchemist
- Steve King
- Arturo Hinojosa Utahraptor
- DJ Head

## Ex-Artistas
- Bobby Creekwater
- DJ Green Lantern
- Slaughterhouse
- Obie Trice
- Stat Quo
- Troni McBurguer
- 50 Cent